# Stanhope (Nova Jersey)
Stanhope és una població dels Estats Units a l'estat de Nova Jersey. Segons el cens del 2008 tenia 3.562 habitants.

## Demografia
Segons el cens del 2000, Stanhope tenia 3.584 habitants, 1.384 habitatges, i 978 famílies. La densitat de població era de 740 habitants/km².
Dels 1.384 habitatges en un 34,3% hi vivien nens de menys de 18 anys, en un 58,3% hi vivien parelles casades, en un 8,9% dones solteres, i en un 29,3% no eren unitats familiars. En el 22,9% dels habitatges hi vivien persones soles el 4,2% de les quals corresponia a persones de 65 anys o més que vivien soles. El nombre mitjà de persones vivint en cada habitatge era de 2,58 i el nombre mitjà de persones que vivien en cada família era de 3,1.
Per edats la població es repartia de la següent manera: un 25,1% tenia menys de 18 anys, un 5,9% entre 18 i 24, un 34,7% entre 25 i 44, un 26,8% de 45 a 60 i un 7,5% 65 anys o més.
L'edat mediana era de 37 anys. Per cada 100 dones de 18 o més anys hi havia 90 homes.
La renda mediana per habitatge era de 63.059 $ i la renda mediana per família de 73.203 $. Els homes tenien una renda mediana de 49.861 $ mentre que les dones 36.545 $. La renda per capita de la població era de 27.535 $. Aproximadament l'1,7% de les famílies i el 2,2% de la població estaven per davall del llindar de pobresa.

## Poblacions més properes
El següent diagrama mostra les poblacions més properes.